# شورت بندی

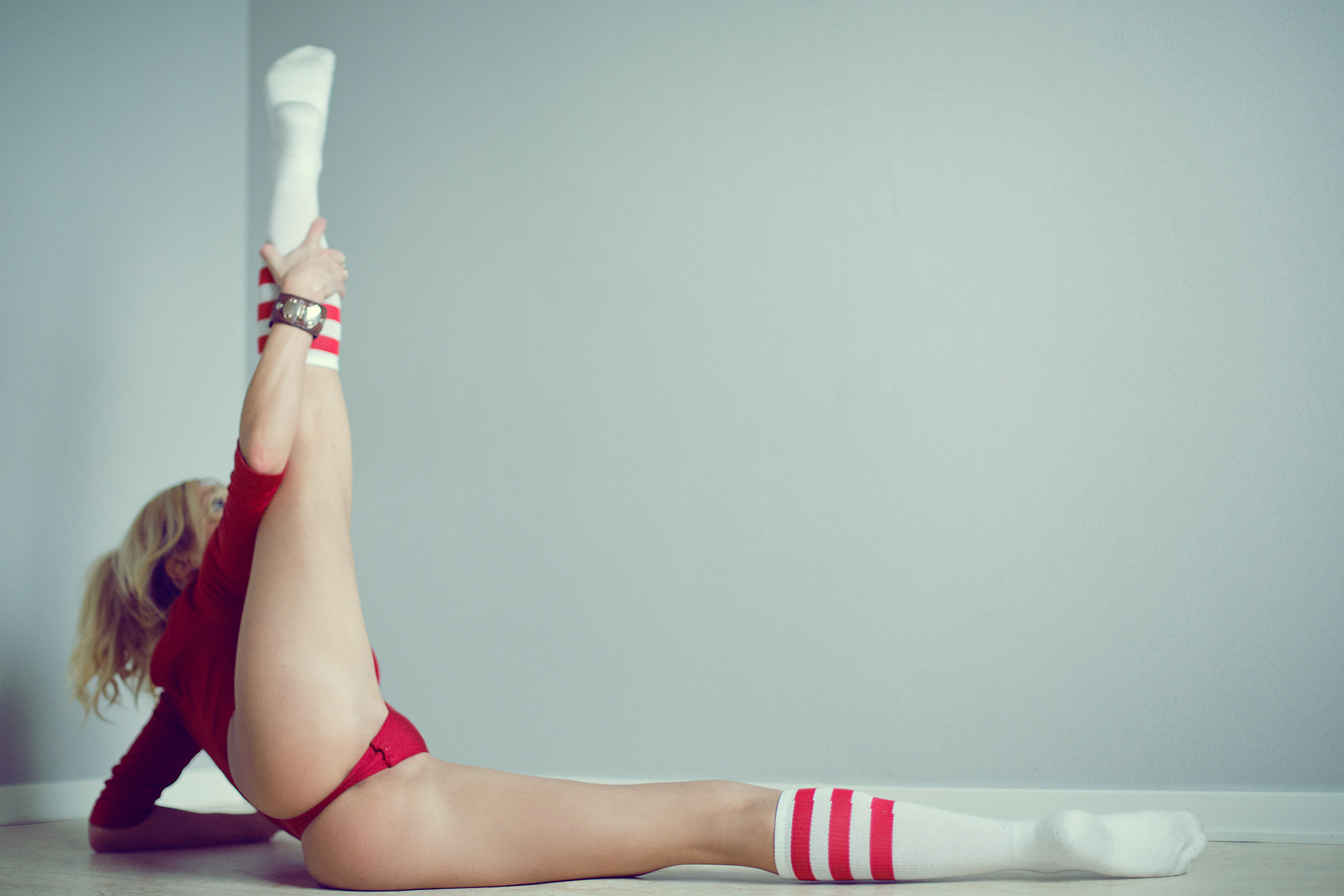

شورتِ بندی (که با نام‌های مختلفی شناخته می‌شود) (به انگلیسی: Thong) نوعی پوشاک است که معمولاً به عنوان لباس زیر یا مایو پوشیده می‌شود. همچنین برای برخی مراسم‌ها و ورزش‌ها ممکن است استفاده شود.
شورت بندی از جلو شبیه بیکینی است؛ اما در قسمت عقب اندازه آن به حداقل می‌رسد. شورت‌های بندی تقریباً همیشه طوری طراحی می‌شوند که بیشتر باسن بدون پوشش باشد و تنها اندام جنسی، موی عانه، مقعد و میاندوراه پوشیده شود.
شورت‌های بندی در انواع مختلفی وابسته به ضخامت، جنس و نوع اتصال در قسمت عقب، هم برای زنان و هم مردان در بیشتر نقاط جهان ارائه می‌شوند. یکی از انواع شورت‌های بندی، نخ در بهشت (G-string) است که بخش عقب آن فقط از یک تکه بند (معمولاً کشسان) تشکیل شده‌است. در زبان محاوره‌ای، این دو اصطلاح به جای یکدیگر برای توصیف لباس‌های زیر کوتاه با حداقل پوشش پشت استفاده می‌شوند، گرچه تفاوت اصلی معمولاً به پهنای بند در بخش پشتی شورت‌ها نسبت داده می‌شود.

## تاریخچه
عقیده بر این است که این پوشش، مانند لباس کمر، یکی از قدیمی‌ترین اشکال لباس‌های انسانی است و همچنین تصور می‌شود که بیشتر یا منحصراً توسط مردان پوشیده می‌شده‌است. تصور می‌شود که این لباس در ابتدا برای محافظت، حمایت یا پنهان کردن اندام تناسلی مردانه ساخته شده‌است. لباس کمر احتمالاً قدیمی‌ترین شکل لباس مورد استفاده بشر است، که در آب و هوای گرم جنوب صحرای آفریقا، جایی که لباس برای اولین بار تقریباً ۷۵۰۰۰ سال پیش پوشیده شد، سرچشمه گرفته‌است. بسیاری از قوم‌های قبیله ای، مانند برخی از مردم در جنوب آفریقا، قرن‌ها این لباس را می‌پوشیدند. مانند فوندوشی ژاپنی، این لباس‌های اولیه با در نظر گرفتن پوشش اندام تناسلی مردانه ساخته می‌شدند.

## انواع

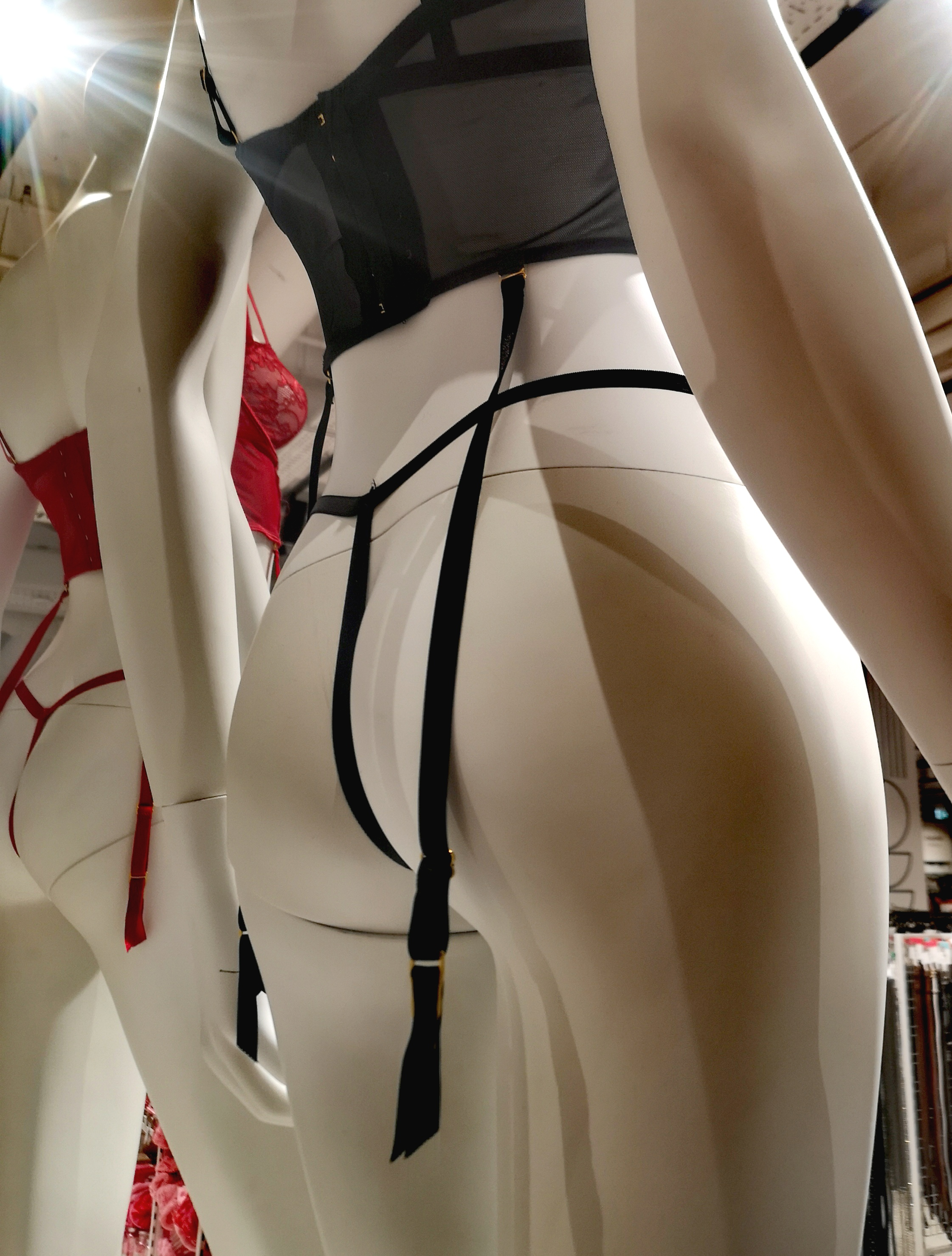
G-string
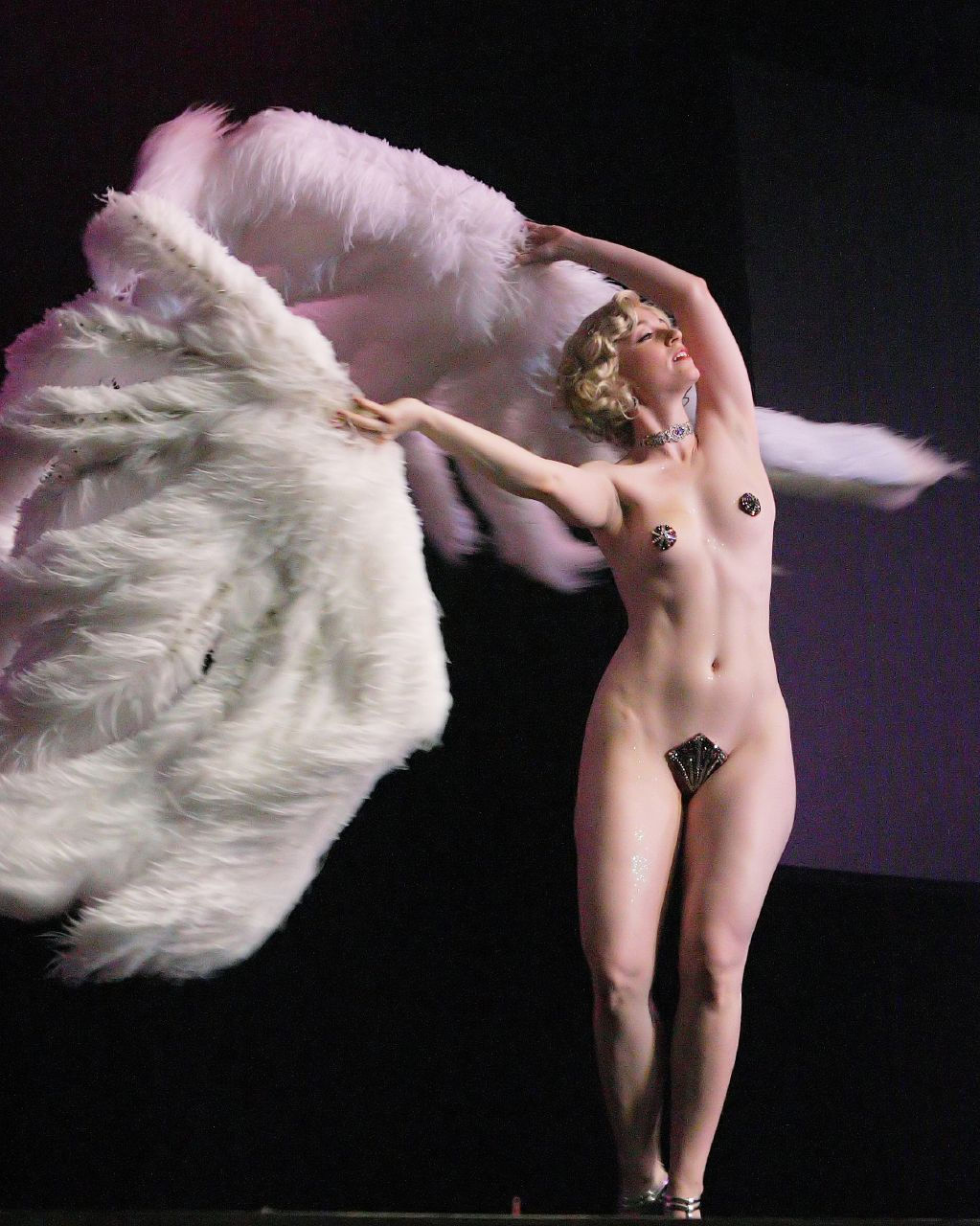
C-string
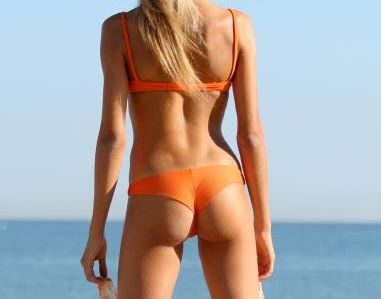
Cheeky
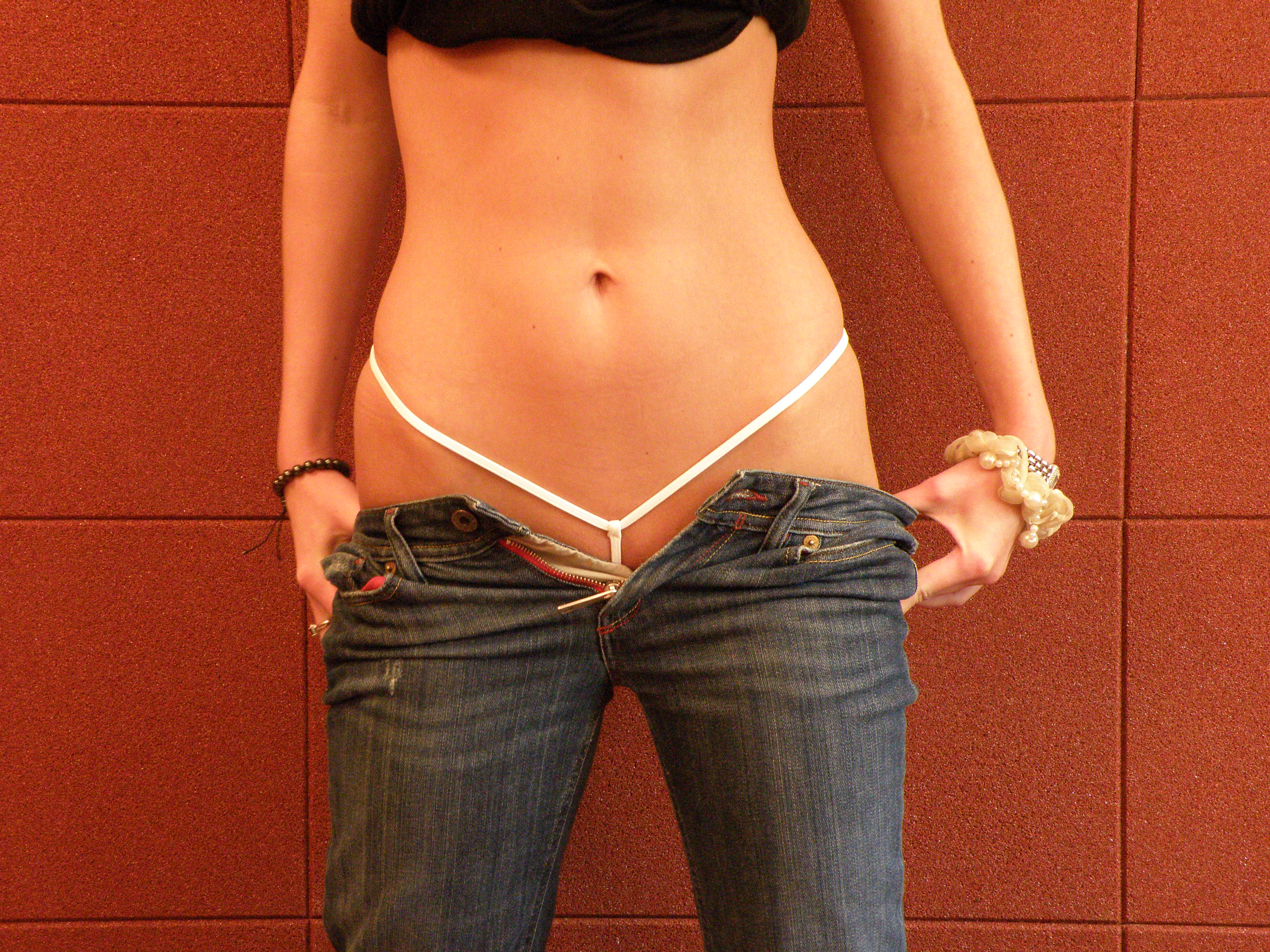
T-front
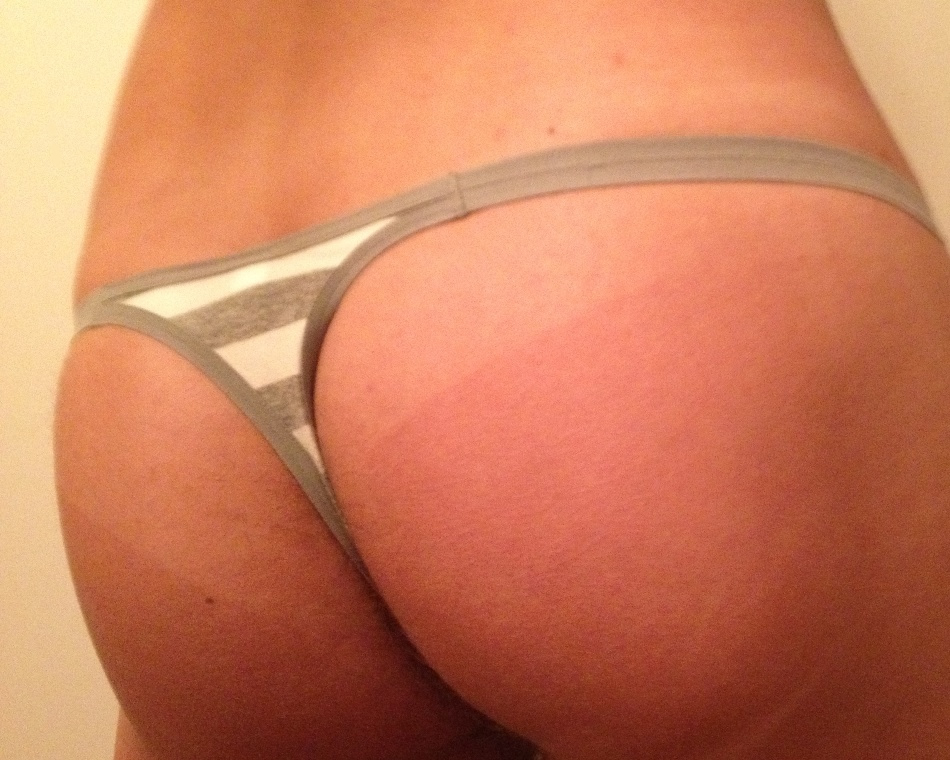
V-string
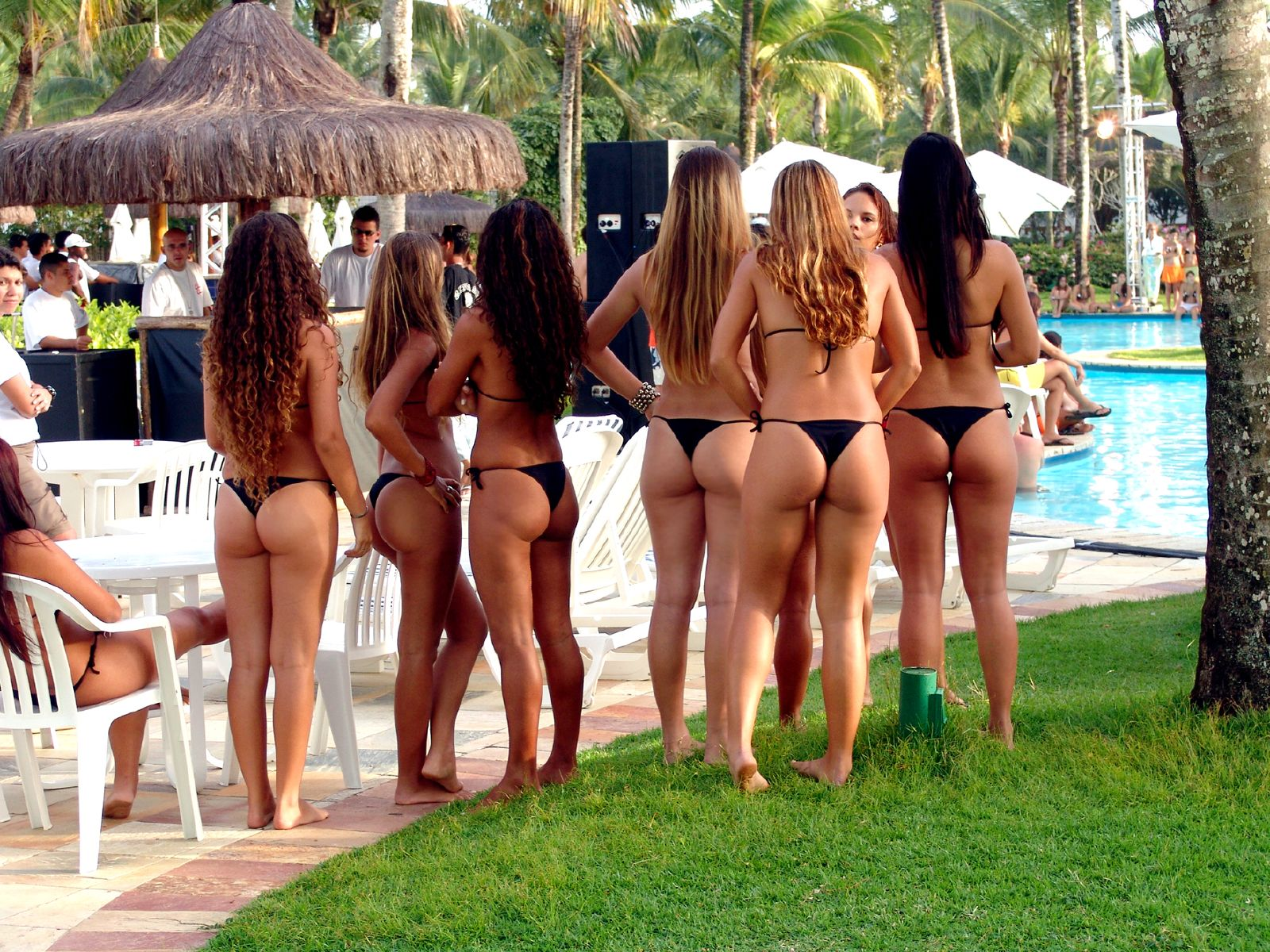
Thong bikinis